# Sierplein
Het Sierplein is een plein in Amsterdam Nieuw-West.

## Geschiedenis en ligging
Het plein ontstond als open ruimte tijdens de bouw van deze wijk in Slotervaart. Het ligt op de zuidwestelijke hoek van de Johan Huizingalaan en de Pieter Calandlaan. Het kreeg zijn naam per (stadsdeel-)raadsbesluit op 23 februari 1994, toen de noordzijde werd bebouwd met winkels en woningen. De naam 'Sierplein' bestond al in de volksmond, vanwege de aanwezige 'sierbestrating'. De bestaande bebouwing had voordien een adres aan de Johan Huizingalaan.
Sinds mei 2010 is er op woensdagen een weekmarkt, de 'Siermarkt', die als de eerste markt nieuwe stijl in Amsterdam, niet door de Gemeentelijke dienst Marktwezen wordt georganiseerd, maar door enkele marktondernemers zelf. De markt is in het eerste jaar van zijn bestaan uitgegroeid tot een succesvolle markt, dit vanwege het zeer afwisselende aanbod ('niet te veel van hetzelfde').
In de winkels aan het plein werden in de 21e eeuw regelmatig inbraken gepleegd, daartegen werden tijdelijk camera’s geplaatst; toen deze verwijderd werden nam subiet het aantal inbraken weer toe. Winkeliers waren ook wel slachtoffers van overvallen.

## Gebouwen
Voordat de noordzijde van het plein bebouwd werden, was alleen de zuidwesthoek bebouwd. Voor deze plek ontwierp Auke Komter rond 1960 48 woningen met op de begane grond winkels, kantoren en bergingen. Het geheel heeft vijf bouwlagen. Er is ook een losstaande kiosk.

## Oorlogsmonument
In mei 1980 werd het beeld Bevrijde vogel van Siep van den Berg onthuld. Het 4-meicomité van Slotervaart had om een monument gevraagd. Het beeld geeft een stalen wegvliegende vogel weer, die aan een stalen kooi is ontsnapt. Het geheel staat op een zwart stenen blok. Het geheel is gezet op een driehoekig tableau met vlaggenmast en bloembakken. Er wordt jaarlijks op 4 mei de Dodenherdenking wordt gehouden. De herdenking van 4 mei 2003 haalde het landelijk nieuws toen bleek dat jongeren van Marokkaanse komaf de bij de herdenking geplaatste bloemen en linten hadden vertrapt. In 2017 droeg het stadsdeel middels een bordje het monument op aan twee Britse vliegers van de Royal Air Force die op 23 juni 1940 in de buurt van het plein neerstortten in hun Bristol Blenheim IV.
Ongeveer tegelijkertijd werd Amsterdam dankt zijn Canadezen van Jan de Baat aan de Apollolaan onthuld; die plek kreeg in 2019 een nieuwe naam Canadezenplantsoen.

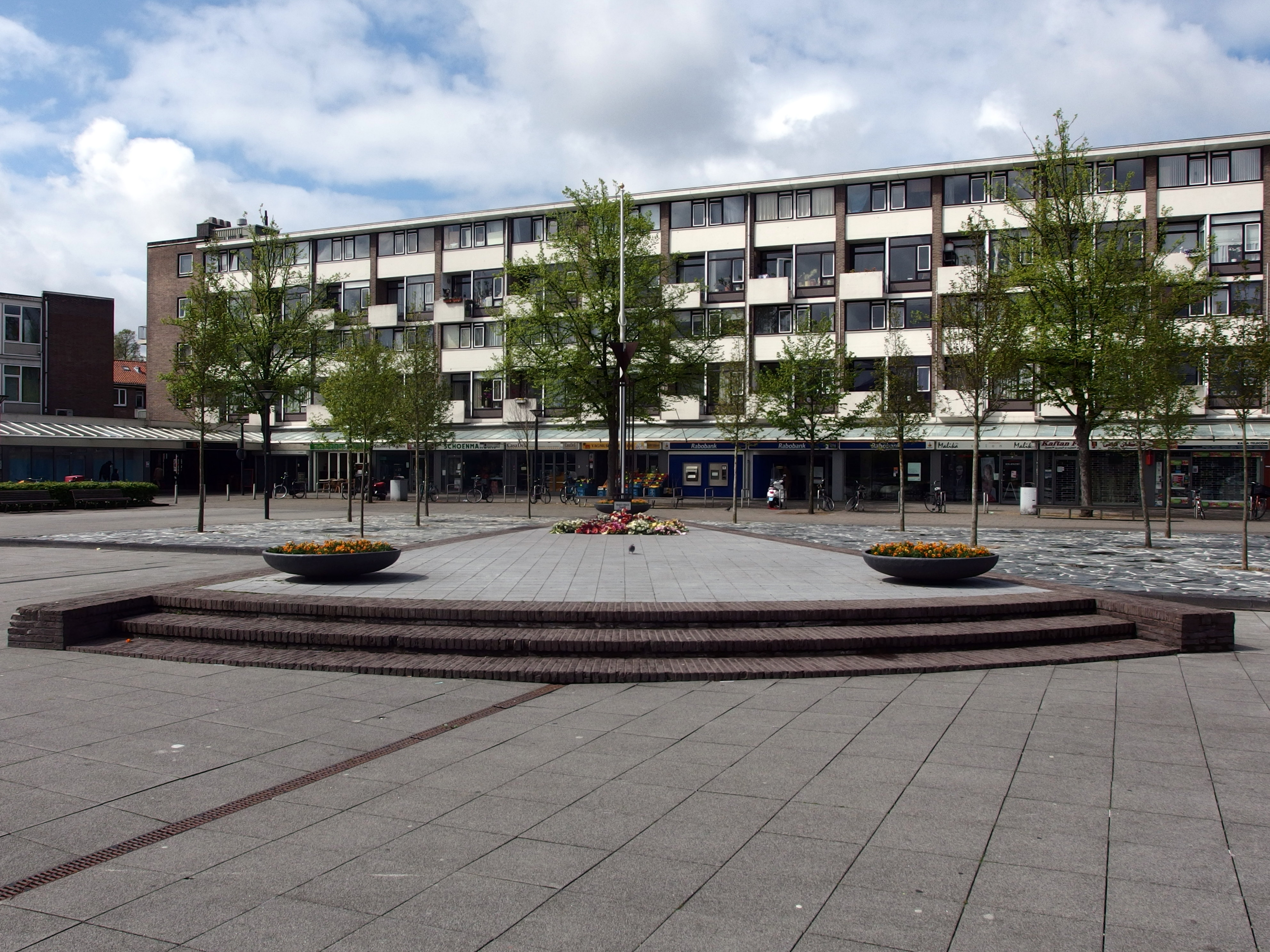
Oorlogsmonument van Siep van den Berg (2013)